# María Isabel Salvat Romero
María Isabel Salvat Romero, H.C.C., řeholním jménem María od Neposkvrněného Početí a od Kříže (20. února 1926 Madrid – 31. října 1998 Sevilla) byla španělská římskokatolická řeholnice, členka a generální představená kongregace Sester křížové roty. Katolická církev ji uctívá jako světici.

## Život
Narodila se dne 20. února 1926 v Madridu jako třetí z osmi dětí Ricardu Salvat Albertovi a Margaritě Romero Ferrer. Pokřtěna byla 27. února téhož roku. V Madridu navštěvovala školu, vedenou řeholními sestrami. Dne 24. května 1932 přijala své první svaté přijímání. Po zahájení španělské občanské války uprchla roku 1936 se svoji rodinou do Portugalska. Roku 1938 se pak s rodinou vrátila zpět do Španělska. Roku 1944 získala na univerzitě v Madridu bakalářský titul.
Rozhodla se vstoupit do kongregace Sester křížové roty a dne 9. června 1945 u nich zahájila svůj noviciát. Dne 27. června 1947 složila své dočasné řeholní sliby, sliby doživotní pak složila dne 9. prosince 1952. Roku 1966 byla poslána do mateřského domu své kongregace v Seville a roku 1968 se stala jeho provinciálkou.
Roku 1977 se stala generální představenou své kongregace. Tento úřad pak zastávala až do své smrti ve třech obdobích. Ve svém volném čase navštěvovala nemocné. Dne 5. listopadu 1982 se zúčastnila blahořečení své předchůdkyně a zakladatelky její kongregace (dnes svaté) Anděly od Kříže papežem sv. Janem Pavlem II.
Zemřela dne 31. října 1998 v Seville, kde jsou také v kapli mateřského domu její kongregace uchovávány její ostatky.

## Úcta

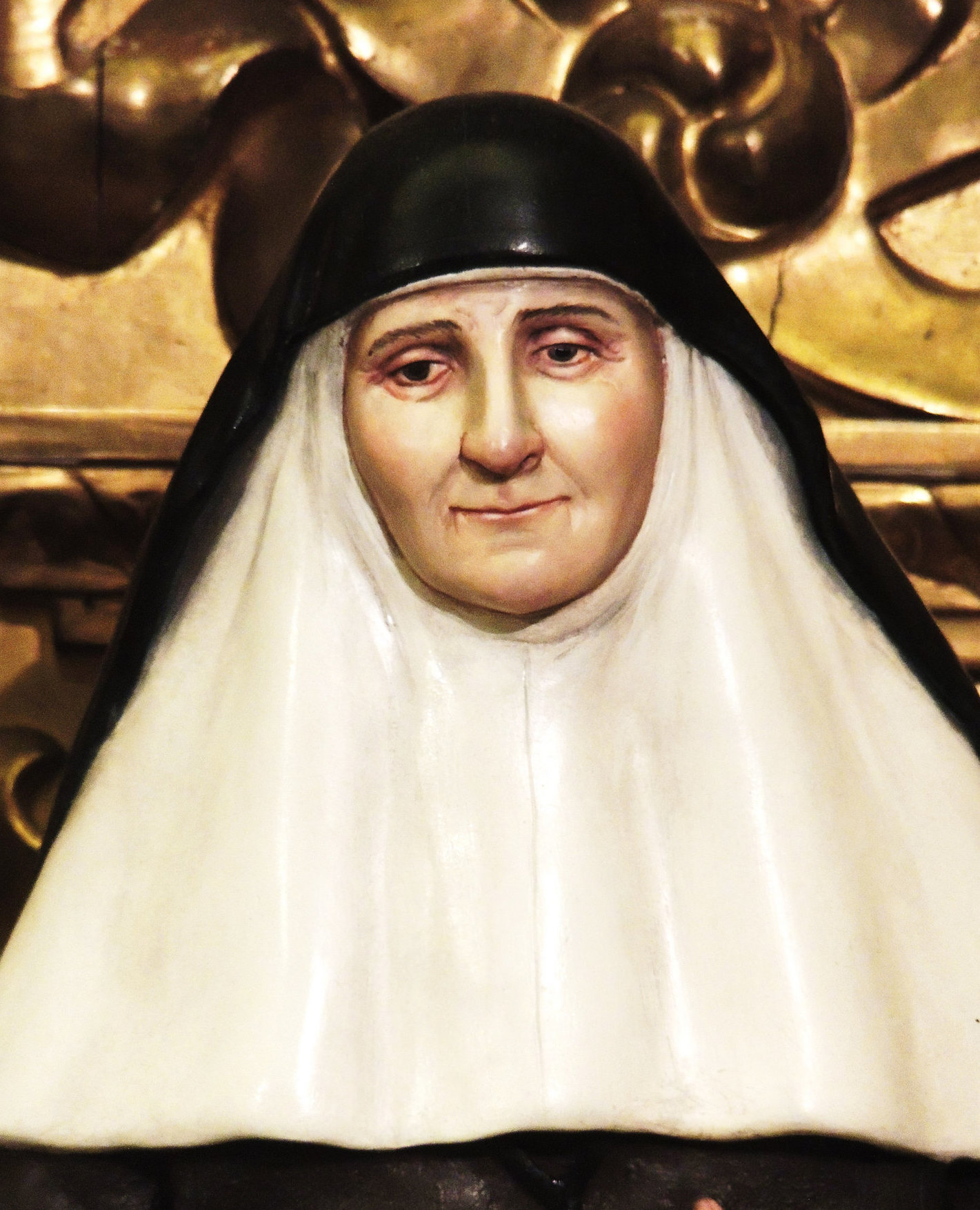
Detail její sošky v Seville

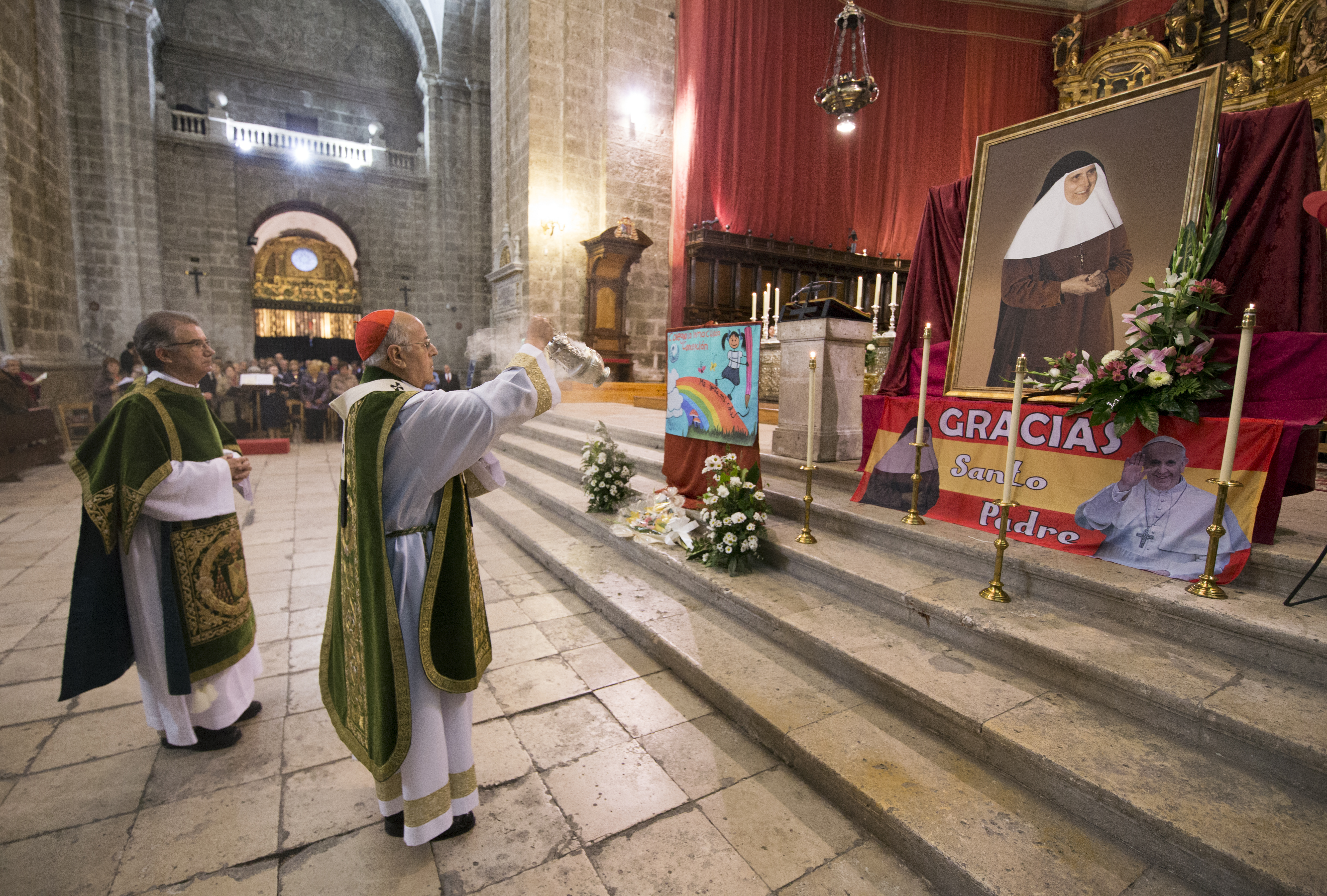
Děkovná bohoslužba za její svatořečení, sloužená dne 14. listopadu 2015 v katedrále Nanebevzetí Panny Marie ve Valladolid kardinálem Ricardem Blázquez Pérezem

Její beatifikační proces byl zahájen dne 13. ledna 2004, čímž obdržela titul služebnice Boží. Dne 17. ledna 2009 ji papež Benedikt XVI. podepsáním dekretu o jejích hrdinských ctnostech prohlásil za ctihodnou. Dne 27. března 2010 byl uznán první zázrak na její přímluvu, potřebný pro její blahořečení.
Blahořečena pak byla dne 18. září 2010 v Seville. Obřadu předsedal jménem papeže Benedikta XVI. arcibiskup Angelo Amato. Dne 5. května 2015 byl uznán druhý zázrak na její přímluvu, potřebný pro její svatořečení. Svatořečena pak byla dne 18. října 2015 na Svatopetrském náměstí papežem Františkem.
Její památka je připomínána 18. září, před svatořečením byla připomínána 31. října. Bývá zobrazována v řeholním oděvu. Je spolupatronkou kongregace Sester křížové roty a patronkou města Sevilla.